# Женская сборная Кении по волейболу
Женская национальная сборная Кении по волейболу (англ. Kenya women's national volleyball team) — представляет Кению на международных волейбольных соревнованиях. Управляющей организацией выступает Федерация волейбола Кении (Kenya Volleyball Federation).

## История
Федерация волейбола Кении была образована в 1964 году и тогда же вступила в Международную федерацию волейбола наряду с национальными ассоциациями ещё 14 стран Африки.
Впервые женская сборная Кении была сформирована для участия в волейбольном турнире Всеафриканских игр 1987 года, прошедших в столице Кении Найроби. На этих соревнованиях кенийские волейболистки уверенно дошли до финала, где уступили в четырёх сетах сборной Египта — одному из лидеров женского волейбола Африки. В 1989 национальная команда Кении дебютировала в чемпионате Африки и заняла 4-е место. После этого, начиная с 1991 года, женская сборная Кении прочно завоевала лидирующие позиции в африканском волейболе, неизменно входя в призовую тройку на всех континентальных соревнованиях, в которых принимала участие. За это время кенийские волейболистки 9 раз становились чемпионками Африки и ещё четырежды побеждали на Всеафриканских играх. Наиболее впечатляющий результат сборная Кении показала на домашних чемпионатах Африки 2007, 2013 и 2015 годов, когда в проведённых на турнирах матчах (6, 5 и 5 соответственно) кенийки не отдали соперникам ни единого сета.
Несмотря на то, что сборная Кении сформирована лишь во 2-й половине 1980-х годов, именно она чаще любой другой женской национальной команды «чёрного континента» становилась участницей крупнейших турниров мирового уровня. Дважды кенийки были среди участников Олимпийских игр (в 2000 и 2004 годах), 6 раз — чемпионатов мира (с 1994 по 2010 и в 2018) и 5 раз — Кубка мира, хотя в 88 матчах, проведённых на всех этих соревнованиях, сборная Кении выиграла лишь четырежды, да и то в числе побеждённых кенийками в розыгрышах Кубка мира дважды оказывались другие представители Африки — команды Египта и Алжира, а также сборная Перу в 2015 году и команда Казахстана на чемпионате мира 2018.
В феврале 2014 года в Кении прошёл один из групповых турниров финального раунда африканской квалификации чемпионата мира 2014. Безусловным фаворитом в нём считалась команда-хозяйка соревнований, но тем неожиданее оказался исход турнира, когда в последний день кенийки в упорнейшей борьбе проиграли сборной Туниса и впервые с 1994 года остались без путёвки на мировое первенство.
В 2014 году сборная Кении дебютировала в Гран-при, который прошёл в новом формате. Впервые команды-участницы, число которых увеличено до 28, были разделены на три дивизиона согласно положению в мировом рейтинге национальных сборных команд. В 3-й дивизион были включены и две африканские команды — сборные Кении и Алжира. Несмотря на то, что кенийская команда имеет достаточно высокий рейтинг — 13-е место, в случае африканских сборных ФИВБ руководствовалась фактическим уровнем женского волейбола Африки — ведь при составлении мирового рейтинга не учитывается уровень соревнований на разных континентах и результаты чемпионатов и прочих турниров Африки (сборные которой значительно уступают командам с других континентов) оцениваются тем же количеством баллов, что и соревнования под эгидой других конфедераций.
В целом дебют сборной Кении в Гран-при вышел успешным. В своём дивизионе она заняла 5-е место из 8 команд, победив по ходу турнира сборные Мексики 3:1, Алжира 3:0 и Австралии 3:2 и уступив лишь явно превосходящим её по силам национальным командам Болгарии (дважды) и Хорватии.
2015 год для сборной Кении сложился весьма удачно. Команда приняла участие в 4 официальных турнирах и в трёх из них финишировала первой. Кенийские волейболистки восстановили своё реноме сильнейшей команды континента, несколько пошатнувшееся годом ранее. В июне они уверенно завоевали золотые медали на очередном чемпионате Африки, не отдав соперникам ни единого сета, причём третья подряд победа на континентальном первенстве стала для кениек уже 9-й общей и по этому показателю они превысли достижения всех остальных женских волейбольных сборных Африки вместе взятых. Менее чем через месяц национальная команда Кении неожиданно для многих стала первой в розыгрыше Гран-при среди команд 3-го дивизиона, обыграв в финале сборную Перу со счётом 3:1. В августе-сентябре кенийские волейболистки были и среди участников розыгрыша Кубка мира и, одержав две победы над Алжиром и Перу, показали лучший для себя результат в этом турнире, заняв 10-е место. В сентябре в столице Республики Конго Браззавиле проходил волейбольный турнир Африканских игр, на котором сборная Кении была представлена резервным составом, так как практически в тем же сроки сильнейшие волейболистки страны были задействованы на Кубке мира. Тем не менее кенийские волейболистки вышли в финал, где уверенно переиграли команду Камеруна в четырёх партиях.
В начале 2016 года Дэвид Лунгахо, возглавлявший сборную на протяжении последних 5 лет, покинул пост главного тренера национальной команды, перейдя на работу в качестве главного менеджера сборной. На африканский олимпийский квалификационный турнир в столицу Камеруна Яунде кенийскую сборную повёз новый наставник — Джафет Мунала. На групповой стадии кенийки обыграли команды Туниса и Камеруна, а в полуфинале неожиданно в пяти партиях уступили волейболисткам Египта. Тем не менее победа в матче за 3-е место над сборной Алжира 3:0 позволила сборной Кении продолжить борьбу за олимпийскую путёвку в интерконтинентальном отборочном турнире. Интерконтинентальный раунд, перед которым главным тренером сборной вновь стал Д.Лунгахо, успеха волейболисткам Кении не принёс. Единственная победа, одержанная над Алжиром и два поражения от Пуэрто-Рико и Колумбии оставили кениек на 3-м месте, а для выигрыша путёвки на Олимпиаду необходимо было стать победителем турнира.
На чемпионате Африки 2017 прервалась серия кенийской сборной из трёх побед подряд на континентальных первенствах. В финале, чемпионата «чёрного континента», проходившего в Камеруне и ставшего одновременно и финальной стадией отбора на чемпионат мира 2018, кенийки уступили хозяйкам турнира в трёх партиях, но тем не менее квалифицировались первенство мира.
В 2018 году на своём 6-м чемпионате мира сборная Кения одержала первую победу за всё время участия в мировых первенствах, победив команду Казахстана в трёх партиях.

## Результаты выступлений и составы

### Олимпийские игры
| - 1964 — не участвовала - 1968 — не участвовала - 1972 — не участвовала - 1976 — не участвовала - 1980 — не участвовала - 1984 — не участвовала - 1988 — не участвовала - 1992 — не квалифицировалась | - 1996 — не квалифицировалась - 2000 — 11—12-е место - 2004 — 11—12-е место - 2008 — не квалифицировалась - 2012 — не квалифицировалась - 2016 — не квалифицировалась - 2020 — 11—12-е место - 2024 — 10—12-е место |

- 2000: Маргарет Индакала, Дорис Ванджала, Джаклин Макокха, Эдна Чепнгено, Доркас Ндасаба, Розелида Обунага, Глэдис Насиканда, Вайолет Бараса, Мария Кочва, Нэнси Васва, Эмили Везутила, Джудит Серенге. Тренер — Джиберт Оханья.
- 2004: Филистер Джебет (Санг), Абигаль Тарус (Кипкембой), Нэнси Ньонгеса, Кэтрин Ванджиру, Джанет Ванджа, Доркас Ндасаба, Розелида Обунага, Леонидас Каменде, Вайолет Бараса, Глэдис Насиканда, Мерси Везутила, Джудит Серенге. Тренер — Муге Абдулрахман Кибет.
- 2020: Джейн Вайриму (Ваку), Леонида Касая, Шарон Чепчумба, Джой Лусенака, Ноэль Мурамби, Глэдис Экару, Лорин Чебет, Мерси Мойм, Памела Джепкируй, Агриппина Кунду, Эммакулате Чемтай, Эдит Виза Мукувулани. Тренер — Луизомар де Моура.
- 2024: Эстер Мутинда, Вероника Олуоч, Памела Овино, Леонида Касая, Белинда Бараса, Эммакулате Мисоки, Триза Атука, Луиз Симию, Джулиана Намутира, Лорин Каеи, Агриппина Кунду, Эдит Виза Мукувилани. Тренер — Джафет Мунала.

### Чемпионаты мира
| - 1952 — не участвовала - 1956 — не участвовала - 1960 — не участвовала - 1962 — не участвовала - 1967 — не участвовала - 1970 — не участвовала - 1974 — не участвовала - 1978 — не участвовала - 1982 — не участвовала - 1986 — не участвовала | - 1990 — не участвовала - 1994 — 13—16-е место - 1998 — 13—16-е место - 2002 — 21—24-е место - 2006 — 21—24-е место - 2010 — 21—24-е место - 2014 — не квалифицировалась - 2018 — 17—20-е место - 2022 — 19-е место - 2025 — |

- 1998: Маргарет Индакала, Кэтрин Мабви, Эдна Чумо, Дорис Вефвафва, Элен Экедели, Доркас Ндасаба, Розелида Обунага, Джаклин Макокха, Эстер Чебоо, Мария Кочва, Нэнси Васва, Джудит Серенге. Тренер — Джиберт Оханья.
- 2002: Филистер Санг, Маргарет Мукойя, Рода Льяли, Абигаль Кипкембой, Люси Чеге, Доркас Накхомича, Саломе Ванджала, Леонидас Каменде, Вайолет Бараса, Нэнси Васва, Мерси Везутила, Джудит Серенге. Тренер — Тренер — Джиберт Оханья.
- 2006: Джейн Вайриму (Ваку), Дорис Паланга, Люси Чеге, Кэтрин Ванджиру, Джанет Ванджа, Милдред Одвако, Доркас Ндасаба, Джаклин Бараса, Лидия Майо, Леонидас Каменде, Брэксайдс Хадамби, Джудит Тарус. Тренер — Сугавара Садатоси.
- 2010: Джейн Вайриму (Ваку), Аша Макуто, Эстер Мвомбе, Дайана Кхиса, Милдред Одвако, Джаклин Бараса, Лидия Майо, Мерси Мойм, Брэксайдс Хадамби, Джудит Тарус, Эдна Ротич, Рода Льяли. Тренер — Хидехиро Ирисава.
- 2018: Джейн Вайриму (Ваку), Кристин Псива, Вайолет Макуто, Леонида Касая, Шарон Чепчумба, Джанет Ванджа, Триза Атука, Элизабет Ваньяма, Ноэль Мурамби, Мерси Мойм, Лорин Чебет, Агриппина Кунду, Эммакулате Чемтай, Эдит Виза Мукувулани. Тренер — Джафет Мунала.
- 2022: Вероника Килабат, Вероника Олуоч, Вайолет Макуто, Шарон Чепчумба, Белинда Бараса, Эммакулата Некеса, Ноэль Мурамби, Глэдис Экару, Ивонн-Вавинья Киита, Мерси Мойм, Лорин Чебет, Агриппина Кунду, Эдит Виса Мукувулани, Немали Санде. Тренер — Луизомар де Моура.

### Кубок мира
| - 1973 — не участвовала - 1977 — не участвовала - 1981 — не участвовала - 1985 — не участвовала - 1989 — не участвовала - 1991 — 12-е место - 1995 — 11-е место | - 1999 — не участвовала - 2003 — не квалифицировалась - 2007 — 12-е место - 2011 — 12-е место - 2015 — 10-е место - 2019 — 11-е место |

- 1991: Дорис Ванджала, Нэнси Лиджоди, Энн Кхаюмби, Лана Сорем, Панела Мукима, Джейн Нджери, Люси Камверу, Беатрис Квоба, Доркус Мурунга, Кэтрин Мабви, Мэри Аюма.
- 1995: Доркус Мурунга, Нэнси Лиджоди, Дорис Ванджала, Маргарет Индакала, Эстер Джепкосгеи, Элен Элелеи, Доркас Ндасаба, Беатрис Квоба, Эстер Барно, Нэнси Сикобе, Эстер Оуна, Кэтрин Мабви.
- 2007: Джейн Вайриму (Ваку), Дайана Кхиса, Дорис Паланга, Кэтрин Ванджиру, Джанет Ванджа, Милдред Одвако, Доркас Ндасаба, Джаклин Бараса, Лидия Майо, Мерси Мойм, Брэксайдс Хадамби, Джудит Тарус, Эдна Ротич. Тренер — Сэмюэль Киронго.
- 2011: Эвелин Макуто, Эстер Вангечи, Дайана Кхиса, Рут Джепнгетич, Джанет Ванджа, Розелин Одхьямбо, Ноэль Мурамби, Лидия Майо, Мерси Мойм, Брэксайдс Хадамби, Джудит Тарус, Флоренс Бозире. Тренер — Пол Биток.
- 2015: Джейн Вайриму (Ваку), Эвелин Макуто, Эстер Вангечи, Джанет Ванджа, Триза Атука, Элизабет Ваньяма, Ноэль Мурамби, Лидия Майо, Мерси Мойм, Брэксайдс Хадамби, Рут Джепнгетич, Моника Биама. Тренер — Дэвид Лунгахо.
- 2019: Джейн Вайриму (Ваку), Вайолет Макуто, Леонида Касая, Шарон Чепчумба, Джанет Ванджа, Триза Атука, Элизабет Ваньяма, Ноэль Мурамби, Кэролайн Сиренго, Мерси Мойм, Лорен Чебет, Агриппина Кунду, Эммакулата Чемтай, Эдит Мукувилани. Тренер — Пол Биток.

### Гран-при
В розыгрышах Гран-при 1993—2013 сборная Кении участия не принимала.
- 2014 — 25-е место (5-е в 3-м дивизионе)
- 2015 — 21-е место (1-е в 3-м дивизионе)
- 2016 — 20-е место (8-е во 2-м дивизионе)
- 2017 — отказ от участия

- 2014: Джейн Вайриму (Ваку), Эвелин Макуто, Эстер Вангечи, Рут Джепнгетич, Джанет Ванджа, Элизабет Ваньяма, Ноэль Мурамби, Лидия Майо, Мерси Мойм, Брэксайдс Хадамби, Моника Биама, Эдит Мукувилани. Тренер — Дэвид Лунгахо.
- 2015: Джейн Вайриму (Ваку), Эвелин Макуто, Эстер Вангечи, Джанет Ванджа, Триза Атука, Элизабет Ваньяма, Ноэль Мурамби, Лидия Майо, Мерси Мойм, Брэксайдс Хадамби, Рут Джепнгетич, Моника Биама. Тренер — Дэвид Лунгахо.
- 2016: Джейн Вайриму (Ваку), Эвелин Макуто, Вайолет Макуто, Эстер Вангечи, Джанет Ванджа, Триза Атука, Ноэль Мурамби, Мерси Мойм, Брэксайдс Хадамби, Агриппина Кунду, Моника Биама, Эдит Мукувилани (Виса). Тренер — Джафет Мунала.

### Кубок претендентов ФИВБ
- 2023 — 6-е место
- 2024 — 5—8-е место

### Чемпионат Африки
| - 1976 — не участвовала - 1985 — не участвовала - 1987 — не участвовала - 1989 — 4-е место - 1991 — 1-е место - 1993 — 1-е место - 1995 — 1-е место - 1997 — 1-е место - 1999 — не участвовала - 2001 — не участвовала - 2003 — 2-е место | - 2005 — 1-е место - 2007 — 1-е место - 2009 — не участвовала - 2011 — 1-е место - 2013 — 1-е место - 2015 — 1-е место - 2017 — 2-е место - 2019 — 2-е место - 2021 — 2-е место - 2023 — 1-е место |

- 2005: Вайолет Бараса, Кэтрин Ванджиру, Сара Чепчумба, Люси Чеге, Эмили Чемутаи, Аша Макуто, Саломе Ванджала, Мерси Везутила, …
- 2007: Дайана Кхиса, Дорис Паланга, Рода Льяли, Кэтрин Ванджиру, Джанет Ванджа, Милдред Одвако, Доркас Ндасаба, Джаклин Бараса, Мерси Мойм, Брэксайдс Хадамби, Эдна Ротич, Аша Макуто. Тренер — Сэмюэль Киронго.
- 2011
- 2013: Джейн Вайриму (Ваку), Эвелин Макуто, Эстер Гатере, Дайана Кхиса, Рут Джепнгетич, Джанет Ванджа, Вайолет Макуто, Элизабет Ваньяма, Мерси Мойм, Брэксайдс Хадамби, Годенсия Макокха, Моника Байама. Тренер — Дэвид Лунгахо.
- 2015: Джейн Вайриму (Ваку), Эвелин Макуто, Эстер Вангечи, Джанет Ванджа, Триза Атука, Элизабет Ваньяма, Ноэль Мурамби, Лидия Майо, Мерси Мойм, Брэксайдс Хадамби, Рут Джепнгетич, Моника Биама. Тренер — Дэвид Лунгахо.
- 2017: Джейн Вайриму (Ваку), Эвелин Макуто, Вайолет Макуто, Леонида Касая, Джанет Ванджа, Триза Атука, Ноэль Мурамби, Мерси Мойм-Сукуку, Брэксайдс Агала-Хадамби, Агриппина Кунду-Хаеси, Эммакулате Чемтай, Эдит Виза Мукувулани. Тренер — Джафет Мунала.
- 2019: Джейн Вайриму (Ваку), Вайолет Макуто, Леонида Касая, Шарон Чепчумба, Джанет Ванджа, Триза Атука, Элизабет Ваньяма, Ноэль Мурамби, Кэролайн Сиренго, Мерси Мойм, Лорен Чебет, Агриппина Кунду, Эммакулата Чемтай, Эдит Мукувилани. Тренер — Шайлен Рамду.
- 2021: Эстер Мутинда, Вероника Адхиамбо, Ивонн Синайда, Леонида Касая, Шарон Чепчумба, Джой Лусенака, Элизабет Ваньяма, Глэдис Экару, Лорин Чебет, Мерси Мойм, Памела Джепкируй, Агриппина Кунду, Эммакулате Чемтай, Эдит Виза Мукувулани. Тренер — Луизомар де Моура.
- 2023: Вероника Олуоч-Адхиамбо, Леонида Касая, Шарон Чепчумба, Белинда Бараса, Эммакулате Мисоки (Некеса), Триза Атука, Луиз Симию, Джулиана Намутира, Мерси Мойм, Лорин Каеи (Чебет), Агриппина Кунду, Роз Магой, Джемима Сиангу, Эдит Виза Мукувулани. Тренер — Луизомар де Моура.

### Африканские игры
| - 1978 — не участвовала - 1987 — 2-е место - 1991 — 1-е место - 1995 — 1-е место - 1999 — 1-е место - 2003 — 3-е место | - 2007 — 3-е место - 2011 — 3-е место - 2015 — 1-е место - 2019 — 1-е место - 2024 — 3-е место |

- 1999: Дорис Вефвафва, Мэри Аума, Вайолет Бараса, Элен Элеле, Роз Ванджала, Маргарет Индакала, Розелида Обунага, Эстер Барно, Кэтрин Мабви, Эдна Чемнгено, Доркас Ндасаба, Джаклин Макокха. Тренер — Джиберт Оханья.
- 2003: Маргарет Очвая, Аша Макуто, Кэтрин Ванджиру, Нэнси Васва, Доркас Ндасаба, Люси Чеге, Эстер Джепкосгеи, Леонидас Каменде, Мэри Аюма, Рода Льяли, Мерси Везутила, Джудит Серенге.
- 2011: Джейн Вайриму (Ваку), Эвелин Макуто, Эстер Вангеши (Муомби), Дайана Кхиса, Джанет Ванджа, Милдред Одвако, Розелин Одхьямбо, Люси Чеге, Лидия Майо, Мерси Мойм, Брэксайдс Хадамби, Эдна Ротич. Тренер — Дэвид Лунгахо.
- 2015: Эстер Мвомби, Джоан Челагат, Эдита Мукувилани, Годенсия Макокха, Лойс Тарус, Вайолет Макуто, Глэдис Вайриму, Роз Магой, Леонида Касая, Энн Лоуэн, … Тренер — Пол Гито.
- 2019: Джейн Вайриму (Ваку), Вайолет Макуто, Леонида Касая, Шарон Чепчумба, Джанет Ванджа, Триза Атука, Элизабет Ваньяма, Ноэль Мурамби, Кэролайн Сиренго, Мерси Мойм, Лорен Чебет, Агриппина Кунду, Эммакулата Чемтай, Эдит Мукувилани. Тренер — Шайлен Рамду.
- 2024: Эстер Мутинда, Вероника Олуоч, Памела Овино, Белинда Бараса, Эммакулате Мисоки, Триза Атука, Луиз Симию, Джулиана Намутира, Мерси Мойм, Агриппина Кунду, Джемима Сиангу, Эдит Виза Мукувилани. Тренер — Джафет Мунала.

## Состав
Сборная Кении в соревнованиях 2024 года (Африканские игры, Кубок претендентов ФИВБ, Олимпийские игры).
| №  | Имя, фамилия         | Год рождения | Рост | Амплуа      | Клуб                          |
| -- | -------------------- | ------------ | ---- | ----------- | ----------------------------- |
| 1  | Эстер Мутинда        | 1996         | 176  | связующая   | «Кения Коммерсл Бэнк» Найроби |
| 2  | Вероника Олуоч       | 1999         | 180  | нападающая  | «Паниониос» Афины             |
| 3  | Памела Овино         | 2001         | 172  | нападающая  | «Виести» Сало                 |
| 4  | Леонида Касая        | 1993         | 168  | либеро      | «Кения Пайплайн» Найроби      |
| 5  | Шарон Чепчумба       | 1998         | 185  | нападающая  | «Хоа Тат Дук Занг» Ханой      |
| 6  | Белинда Бараса       | 2001         | 188  | центральная | «Кения Коммерсл Бэнк» Найроби |
| 7  | Эммакулате Мисоки    | 2003         | 184  | связующая   | «Кения Коммерсл Бэнк» Найроби |
| 8  | Триза Атука          | 1992         | 189  | нападающая  | «Кения Пайплайн» Никосия      |
| 11 | Луиз Симию           | 2001         | 182  | центральная | «Кения Пайплайн» Найроби      |
| 13 | Джулиана Намутира    | 1999         | 181  | нападающая  | «Эгалео»                      |
| 14 | Мерси Мойм           | 1989         | 183  | нападающая  | «Кения Коммерсл Бэнк» Найроби |
| 14 | Линси Джеруто        | 1991         | 157  | либеро      | «Кения Коммерсл Бэнк» Найроби |
| 15 | Лорин Каеи           | 1999         | 179  | центральная | «Кения Признс» Найроби        |
| 16 | Агриппина Кунду      | 1993         | 165  | либеро      | «Кения Пайплайн» Найроби      |
| 18 | Джемима Сиангу       | 1998         | 184  | центральная | ДКИ Найроби                   |
| 19 | Эдит Виза Мукувилани | 1994         | 184  | центральная | «Кения Коммерсл Бэнк» Найроби |
| 20 | Немали Санде         | 1996         | 180  | нападающая  | «Кения Признс» Найроби        |

- Главный тренер — Джафет Мунала.
- Тренер — Джеймс Бараса.